# Glashütte (Bonndorf im Schwarzwald)
Glashütte ist ein Weiler an der Kreisstraße 6592 zwischen Schluchsee und Bonndorf im Schwarzwald im Landkreis Waldshut.

## Geschichte
Der Ort gehörte zur Grafschaft Bonndorf. Hier stand einst eine von St. Blasien im Jahr 1611 erbaute Glashütte, die 1715 einging. Glashütte war in zwei Pfarreien aufgeteilt, einerseits gehörte es zum Kloster St. Blasien, der andere Teil zum Kloster Grünwald und damit nach Lenzkirch. 1868 verkauften die Bewohner den Großteil ihres Landbesitzes an den Badischen Staat. Dieser ließ rund 70 Hektar Weideflächen aufforsten. Glashütte wurde zunächst ein Ortsteil der Gemeinde Gündelwangen. Seit 1927 gehört Glashütte zu Holzschlag, das 1975 nach Bonndorf eingemeindet wurde.